# Роман Ромковський
Роман Ромковський (пол. Roman Romkowski; 18 лютого 1907, Краків — 1 липня 1968, Варшава), він же Натан Гріншпан-Кікель — польський комуніст, генерал Міністерства громадської безпеки, заступник міністра Радкевича, член ЦК ПОРП. Учасник радянського партизанського руху у Другій світовій війні. Один із засновників каральних органів ПНР і головних організаторів політичних репресій у післявоєнній Польщі. У період польської десталінізації був засуджений до 15 років за застосування тортур. Після восьмирічного ув'язнення звільнений за амністією.

## У комуністичному підпіллі
Народився у незаможній єврейській робітничій сім'ї (точна дата і місце народження ставляться під сумнів — за деякими даними, народився не у лютому, а у липні 1907 року, не у Кракові, а у Москві). Батьки, брат і сестри дотримувалися комуністичних поглядів. З одинадцятирічного віку змушений був працювати спочатку на картонажній фабриці, потім помічником кравця.
У шістнадцятирічному віці Роман Ромковський вступив до Комуністичного союзу польської молоді (KZMP). У 1923 році був заарештований і засуджений до трьох років ув'язнення. Звільнився за амністією як неповнолітній. У 1926—1927 роках був секретарем краківського осередку KZMP. З 1927 року був членом Комуністичної партії Польщі (КПП), був членом краківського керівного органу партії.
У 1930 році Роман Ромковський прибув до СРСР. Протягом п'яти років проходив курси політичної та військової підготовки (у 14-й стрілецькій дивізії), викладав політекономію у Москві. З 1931 року — член ВКП (б). Був тісно пов'язаний із Владиславом Гомулкою.
У 1935 році Ромковський повернувся до Польщі. Керував структурами компартії у Сілезії та Познані. Носив партійні псевдоніми Фелікс, Ернест, Яшка. У 1936 році заарештований і засуджений на 7 років в'язниці. Сидів у одній камері з Гомулкою.

## Участь у війні
У 1939 році, після початку Другої світової війни, вийшов із в'язниці. У складі Робочої бригади брав участь в обороні Варшави від німецьких військ. Перебрався на територію, зайняту радянськими військами. До 1941 року перебував у Бресті.
Після початку радянсько-німецької війни був направлений до білоруської партизанської бригади. Командував ротою, був політруком, потім начальником партизанської розвідки, командував бригадою 2,3 тисячі партизанів.

## У комуністичній держбезпеці
У 1944 році Роман Ромковський вступив до ПРП, з 1945 році — член ЦК. У липні 1944 році у званні підполковника вступив на службу до Відомства громадської безпеки (RBP) ПКНВ. Очолюваний Ромковським Департамент контррозвідки був структурною та кадровою основою RBP. При наборі кадрів департаменту перевага надавалася переконаним комуністам із довоєнним стажем, досвідом підпілля чи оперативних заходів, що пройшли радянську службу — тобто подібним до самого Ромковського. Показово, що Ромковський став секретарем парторганізації ПРП, сформованої у RBP.
З січня 1945 року, після перетворення RBP на Міністерство громадської безпеки (МГБ), Роман Ромковський — начальник I департаменту МГБ (контррозвідка), перший заступник міністра Станіслава Радкевича. Належав до ключових постатей карального апарату сталіністського режиму Болеслава Берута, був одним із головних організаторів політичних репресій. Дослідники вважають, що Ромковський мав у МГБ більший вплив, ніж міністр Радкевич. Він мав прямий, минаючи міністра, вихід на партійного куратора каральних органів — члена Політбюро Якуба Бермана (поряд з Берутом і Хіларі Мінцем, Берман входив до «правлячого тріумвірату» Польщі першого післявоєнного десятиліття).
Складався у Комісії з безпеки ЦК ПОРП. Мав прямий зв'язок із Лаврентієм Берією. З 1949 року — генерал бригади. Був нагороджений орденом «Хрест Грюнвальда».
Ромковський вважався представником «єврейської групи Бермана» у керівництві ПРП-ПОРП й органів держбезпеки. З найвідоміших функціонерів МГБ до цієї групи також належали Юзеф Ружанський, Анатоль Фейгін, Юлія Брістігер, Вацлав Комар, Мечислав Метковський, Юзеф Чаплицький, Юзеф Святло. До протистоянь «антисемітській» групі належали, зокрема, Мечислав Мочар і Гжегож Корчинський. Але попри «фракційну» спільність, всередині обох угруповань точилася гостра внутрішня боротьба, міжособистісні стосунки характеризувалися як взаємна ненависть.
Роман Ромковський займався «боротьбою з бандитизмом» (особливо у районі Холма) — придушенням антикомуністичного партизанського руху АК, NSZ, WiN, KWP. Мав також безпосереднє відношення до партійних чисток, зокрема, брав участь у репресіях проти Мар'яна Спихальського та Владислава Гомулки. Відповідно до наступних судових ухвал, Ромковський відрізнявся особливою жорстокістю, активно застосовував тортури під час слідчих дій. Серед підданих тортурам на допитах Ромковського були Мар'ян Спихальський, Вітольд Пілецький, Казімєж Мочарський.

## Засудження та смерть
У квітні 1956 року, незадовго до повернення Гомулки до влади, Ромковського було заарештовано і — поряд з полковниками Ружаньським і Фейгіним — постав перед судом. Звинувачувався у застосуванні тортур, методи характеризувались як «беріївські». У листопаді 1957 році Ромковського було визнано винним і засуджено до 15 років в'язниці. Засудження Ромківського, Ружанського та Фейгіна стало помітним актом у процесі польської «десталінізації».
Звільнений за амністією у 1964 році. Помер через чотири роки (на тлі антисемітської кампанії). Похований на цвинтарі Військові Повонзки.